# 祝传钺
祝传钺，字节丹，福建福州人，中华民国、满洲国官員。

## 生平
早年毕业于福建省立福州师范学校，历任闽侯县教育局局长等职。民国21年5月任霞浦县县长，是时教育科长阮国英（福安人）与小学教员因人事调动而起争执，引发了学潮。该事件间接导致了福建省立霞浦中学迁校三都。:19
1934年1月18日早，红军向霞浦县城发动袭击，祝传钺先派人化装成乞丐逃出县城向福建省保安部队求援，并抓获红军安插在城内的内应。红军见内应不灵，又听闻国军新十师即将到达，于21日许悉数撤离。:20
1934年中华共和国灭亡后，陈仪接任福建省政府主席，并于3月委派奚警心任霞浦县长，但由于陈仪直接打电报给奚警心而未通知霞浦县政府，祝传钺拒绝移交，直至次日省政府电报到达方去职。祝传钺回到福州后没有工作，后经郑孝胥介绍赴满洲国任职。:21